# Amana Corporation
Amana Corporation fue fundada por George Foerstner como Amama Refrigeration en 1934 en Middle Amana, Iowa, para fabricar congeladores comerciales. El negocio estaba en manos de la Sociedad Amana.

## Historia
En 1947, el predecesor de la empresa fabricó el primer refrigerador vertical para el hogar, y en 1949 agregó un refrigerador/congelador. En 1950, la compañía fue vendida a un grupo de inversionistas que incluían a su fundador, y se convirtió en Amana Refrigeration.
En 1954 Amana comenzó a fabricar equipos de aire acondicionado. La empresa fue adquirida en 1965 por Raytheon, la cual había inventado el horno microondas en 1947, e introdujo el modelo comercial Radarange 1611 en 1954. En 1967 Amana introdujo un modelo para consumo masivo del Radarange, el primer horno microondas diseñado para su uso en los hogares.
Amana expandió sus líneas de producción a la fabricación de otros electrodomésticos, incluyendo cocinas, lavavajillas, lavadoras y secadoras.
En 1997 la empresa fue adquirida por Goodman Global, un fabricante de aparatos de calefacción y refrigeración. Actualmente los artefactos de marca Amana son fabricados por Whirlpool. Goodman aún posee las divisiones de calefacción y aire acondicionado de Amana.